# AK-Bajonett
Das AK-Bajonett für Gewehre der Kalaschnikow-Baureihen wurde in zahlreichen Varianten und Länderversionen herstellt. Das Bajonett ist weltweit verbreitet. In Russland wurden die Bajonette hauptsächlich von Tulski Oruscheiny Sawod und Ischmech gefertigt. Es gilt als revolutionäres Design und hat zahlreiche spätere Bajonett-Konstruktionen beeinflusst. Die späteren AK-Bajonette sind sowohl als Kampfmesser als auch als Überlebensmesser verwendbar.

## Variante 6Ch2
Das Bajonett mit dem GRAU-Index 6Ch2 (russisch 6Х2, auch als M-47 oder M-1947 bekannt) ist ein in der Sowjetunion entwickeltes Bajonett, das etwa 1955 bis 1960 von Ischmasch (Ischewsker Arsenal) gefertigt wurde. Ein Vorläufer dieses Bajonetts war das Bajonett M1940, das für das SWT-40 eingesetzt wurde und das Bajonett M1945 des SKS-45. Das Bajonett hat Merkmale des schwedischen Bajonetts M1914 und einen unterbrochenen hinteren Aufnahmering mit einer Arretierung zur Befestigung an den Gewehren der Kalaschnikow-Baureihen. Die Scheide ist in einfachster Weise in Blechprägetechnik gefertigt. Basierend auf dieser Variante wurden auch Bajonette in Bulgarien, China, DDR, Indonesien, Nordkorea und Polen gefertigt und in über 55 Ländern genutzt.

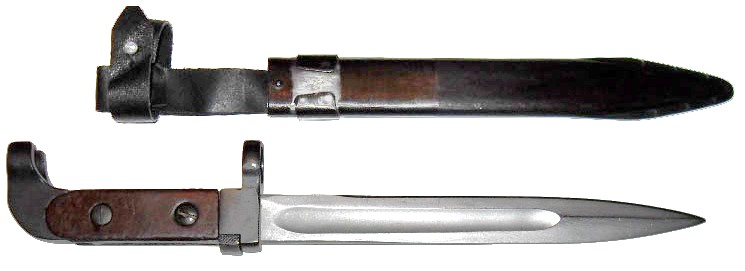
Variante 6Ch2
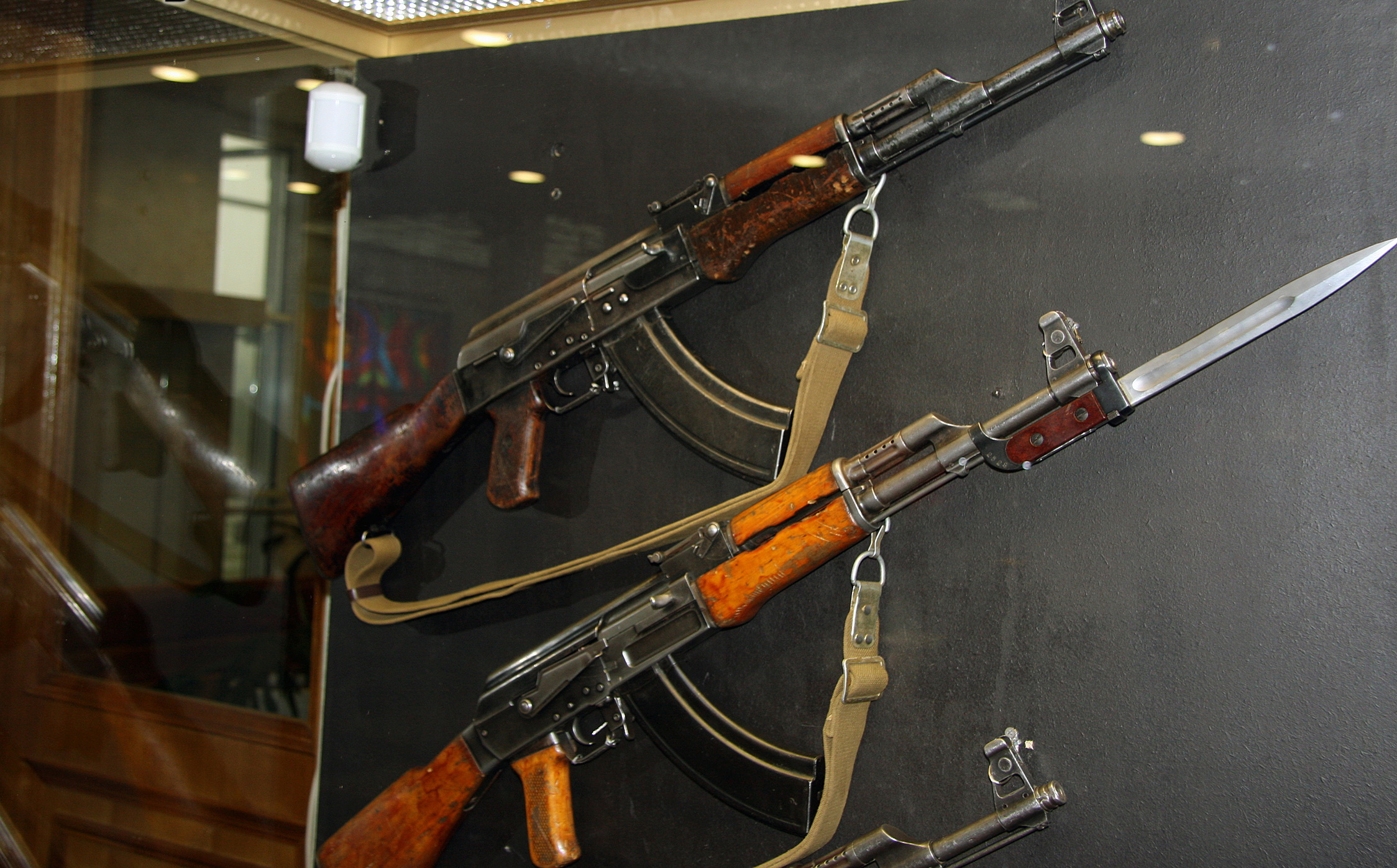
Befestigung 6Ch2 an einer AK-47

## Variante 6Ch3
Das Bajonett mit dem GRAU-Index 6Ch3 (russisch 6Х3, auch als M-59 oder M-1959 bekannt) ist ein in der Sowjetunion entwickeltes Bajonett. Das 6Ch3 wurde 1959 mit dem AKM in Dienst gestellt und basierte auf einem Entwurf eines Kampfschwimmermessers von R. Todorow (Р. Тодоров) aus dem Jahr 1956. Die Klingenform dieses Entwurfs wurde fast unverändert für das Bajonett übernommen und mit einem neuen Griff kombiniert. Zu der damaligen Zeit stellte das 6Ch3 einen radikalen Schritt dar. In der Vergangenheit waren Bajonette traditionell vergleichsweise lange Stichwaffen, die kaum für andere Anwendungen zu gebrauchen waren. Das 6Ch3 hingegen war Bajonett, Kampfmesser und multifunktionales Werkzeug. Die Möglichkeit, das Bajonett als Drahtschere zu nutzen, stellte ebenso wie die Raspel eine große Neuerung dar. Das 6Ch3 beeinflusste zahlreiche andere Bajonett- und Kampfmesserentwürfe weltweit (z. B. das Ontario Mark 3 oder das B 2000). Eine Ironie der Geschichte ist, dass die US Navy das Ontario Mark 3 auch für Kampfschwimmer verwendete, also für den Zweck, für den der ursprüngliche Entwurf Todorows gedacht war. Das Bajonett wurde in 10 Ländern hergestellt und ist in über 55 Ländern verbreitet.

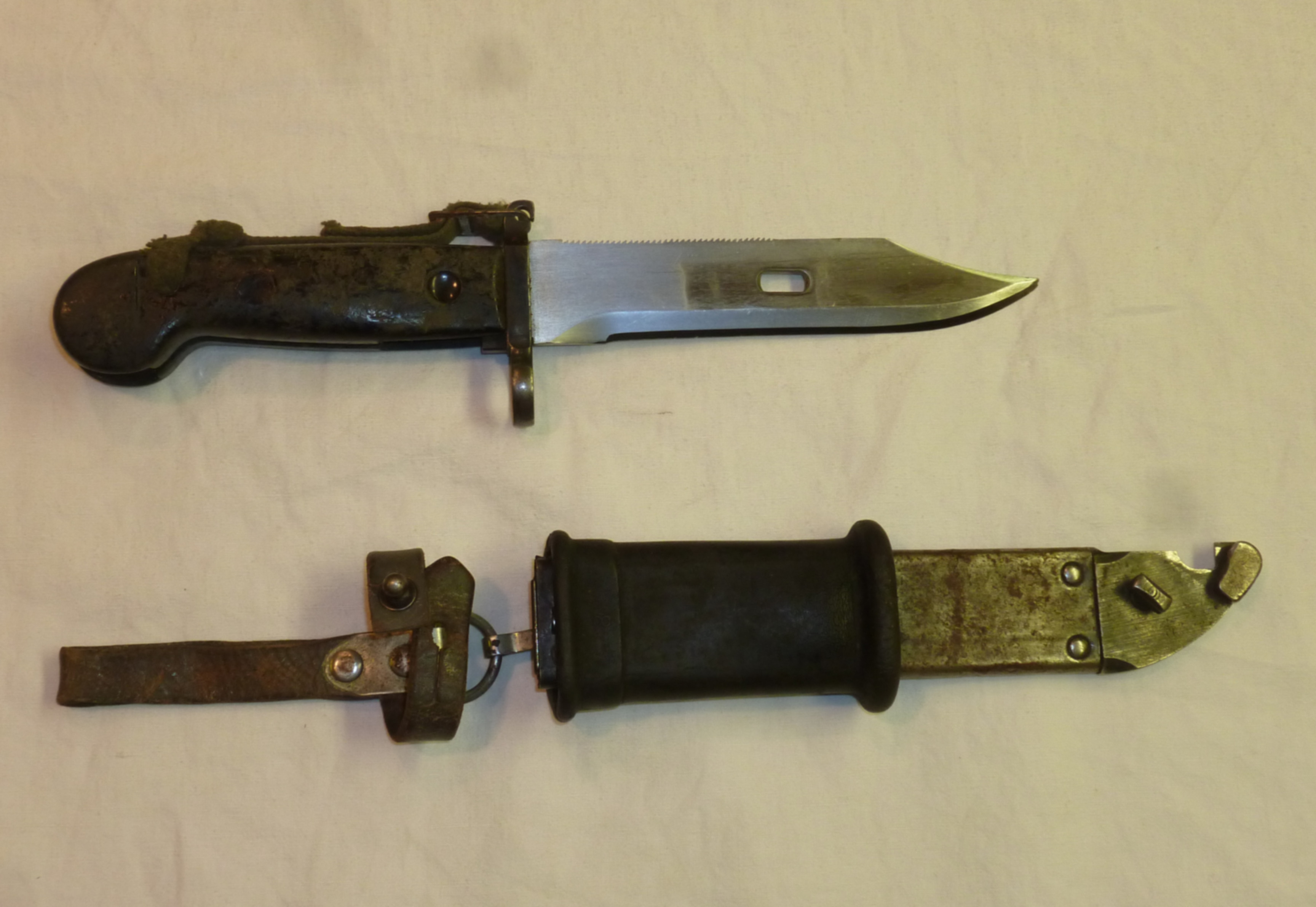
6Ch3
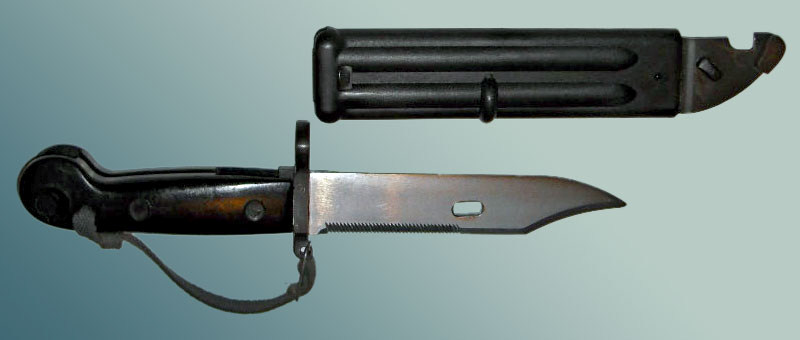
6Ch3 (mit späterer Scheide)
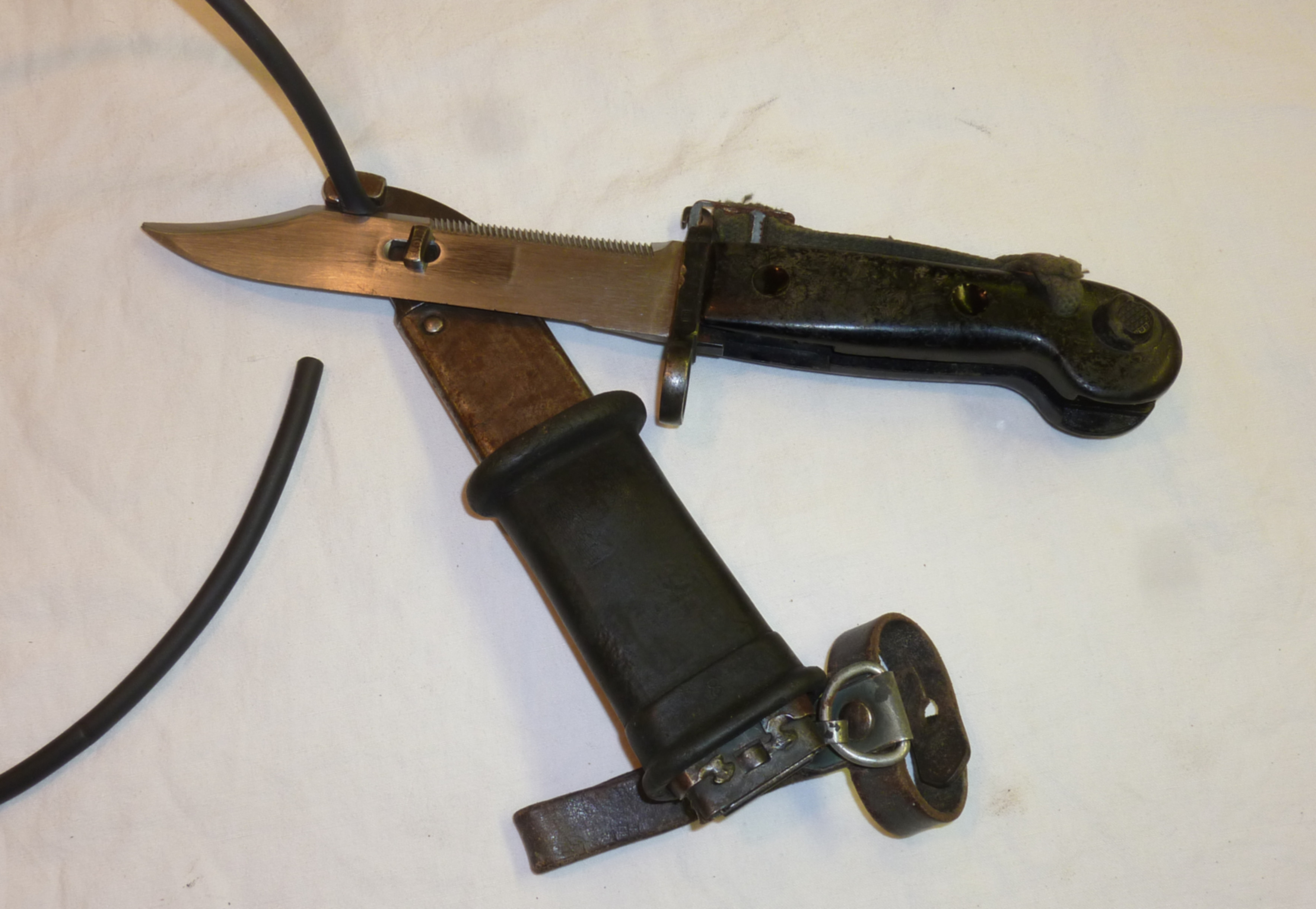
Verwendung als Drahtschere

## Variante 6Ch4
Das Bajonett mit dem GRAU-Index 6Ch4 (russisch 6Х4) ist ein in der Sowjetunion entwickeltes Bajonett. Es wird hauptsächlich mit den Kalaschnikows AK-47, AKM und AK-74 verwendet. Es löste seinen Vorgänger 6Ch3 ab.

### Beschreibung
Das 6CH4 dient zusätzlich als Kampfmesser, Säge und Drahtschneider. Die Klingenform ist identisch mit dem 6Ch3.
Das 6Ch4 hat eine Hechtklinge mit einseitigem Flachschliff. Der Klingenrücken ist ebenfalls einseitig angefast und auf etwas mehr als der Hälfte der Länge mit einer einseitigen Sägezahnung versehen. Etwa am vorderen Ende der Säge ist die Klinge in der Mitte mit einem Langloch durchbrochen, das in das Gegenstück an der Scheide eingesetzt werden kann. Die Parierstange ist unten als Ring ausgeformt, der über die Laufmündung geschoben werden kann. Am anderen Ende läuft sie in einen Haken aus, in den der Griffriemen eingehakt wird. Der Griff besteht aus Kunststoff, der Knauf im Gegensatz zu dem des 6Ch3 aus Metall.

### Einsatz
Im 21. Jahrhundert wird es von den russischen Streitkräften nur noch vereinzelt gebraucht. Weltweite Verbreitung erfuhr das 6Ch4 und wurde in diversen Konflikten eingesetzt. Lizenznachbauten wurden von der DDR, Ägypten, Bulgarien,  Irak, Iran, China, Polen, Rumänien und Jugoslawien hergestellt. In der NVA wurde das Bajonett ebenso genutzt wie später in der Bundeswehr (unter der Bezeichnung Kampfmesser, schwer). Auch entstand in privater Eigeninitiative in begrenzter Stückzahl eine modifizierte Version, die auf das G36-Gewehr aufgepflanzt werden konnte. Die polnische Version des Bajonetts besitzt keine Raspel.

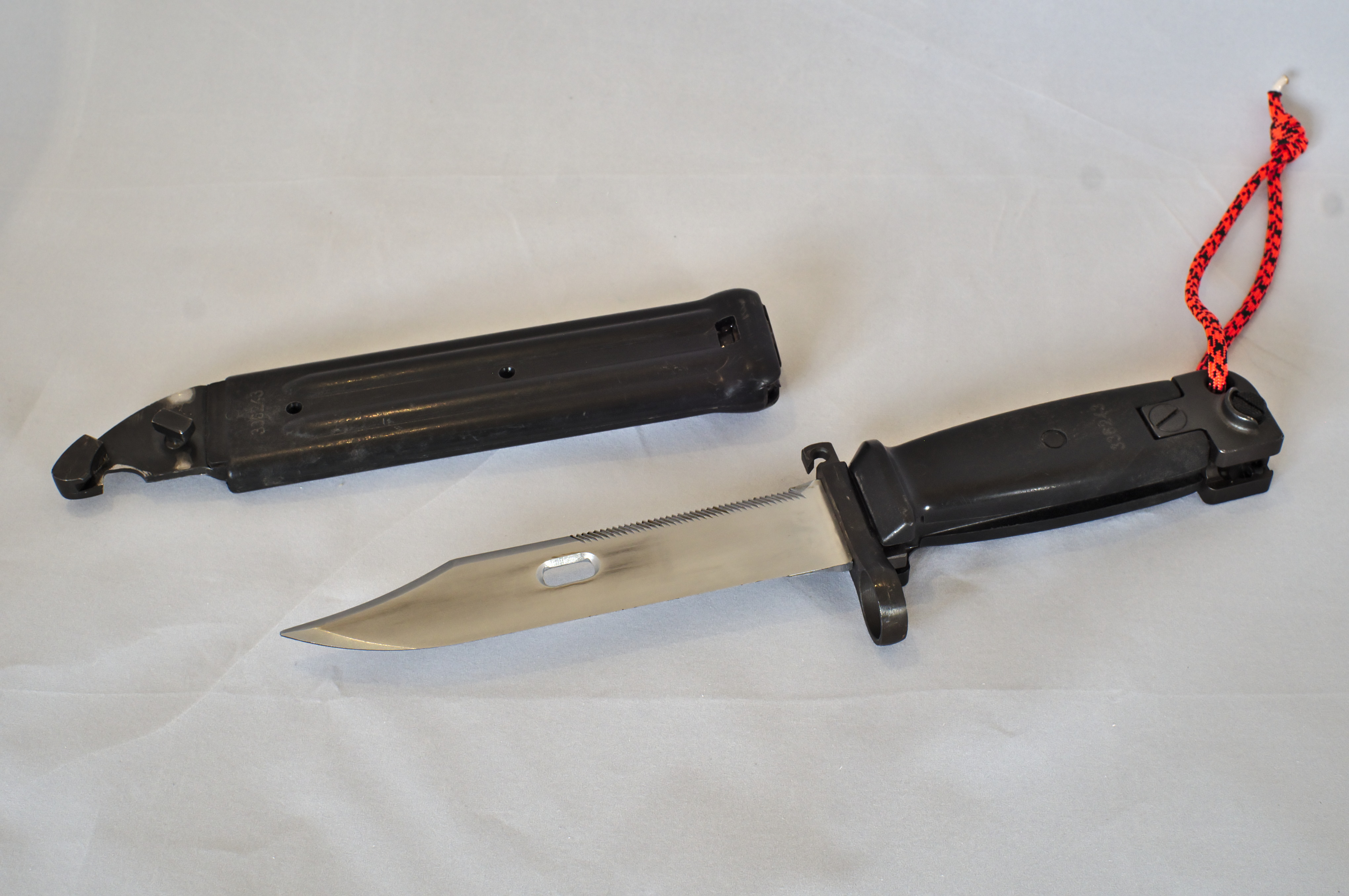
6Ch4

## Variante 6Ch5
Das 6Ch5 ist die neuste Variante der AK-Bajonette. Es wurde für die AK-74 entwickelt. Die Klinge hat nunmehr eine Dolchform und erhielt einen neuen Querschnitt. Der Griff besteht aus Kunststoff und ist mit Griffwülsten versehen. Die Metallverstärkung am Knauf konnte durch verbesserte Herstellungsverfahren und anderen Kunststoff entfallen. Durch die verbesserte Griffform konnte der Griffriemen entfallen. Die Scheide des 6Ch4 wurde unverändert übernommen.

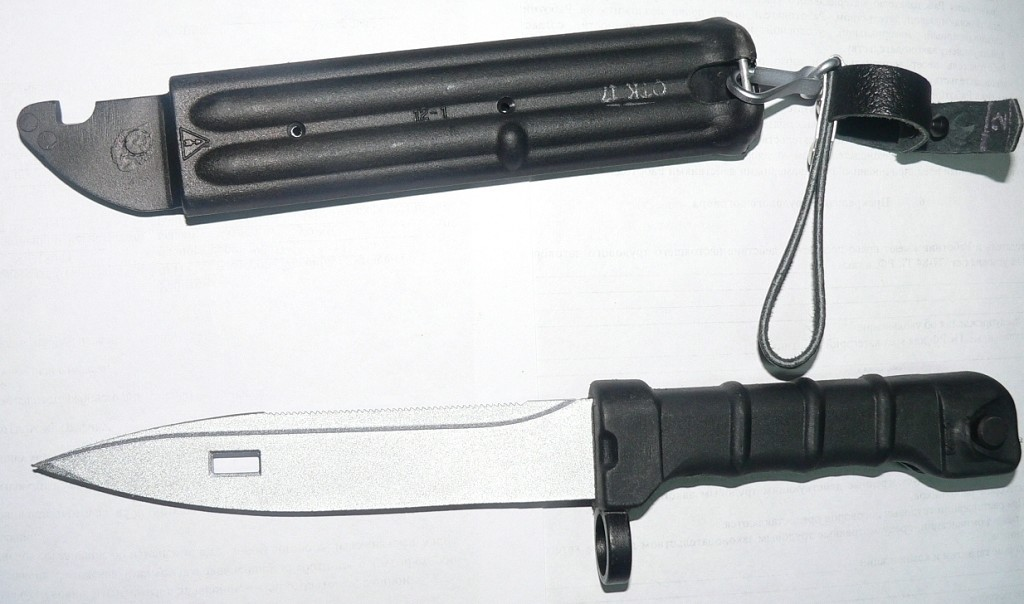
6Ch5
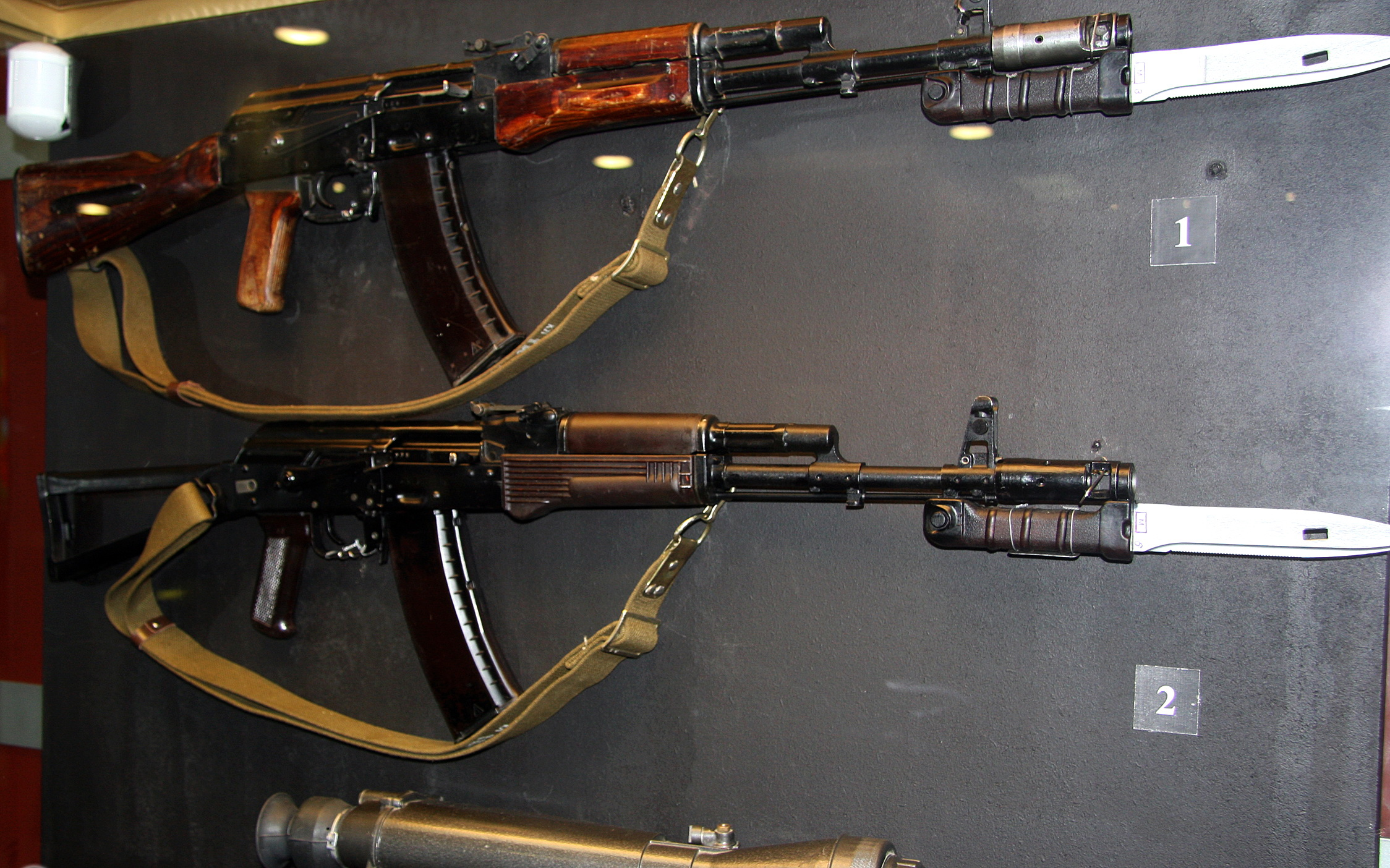
6Ch5
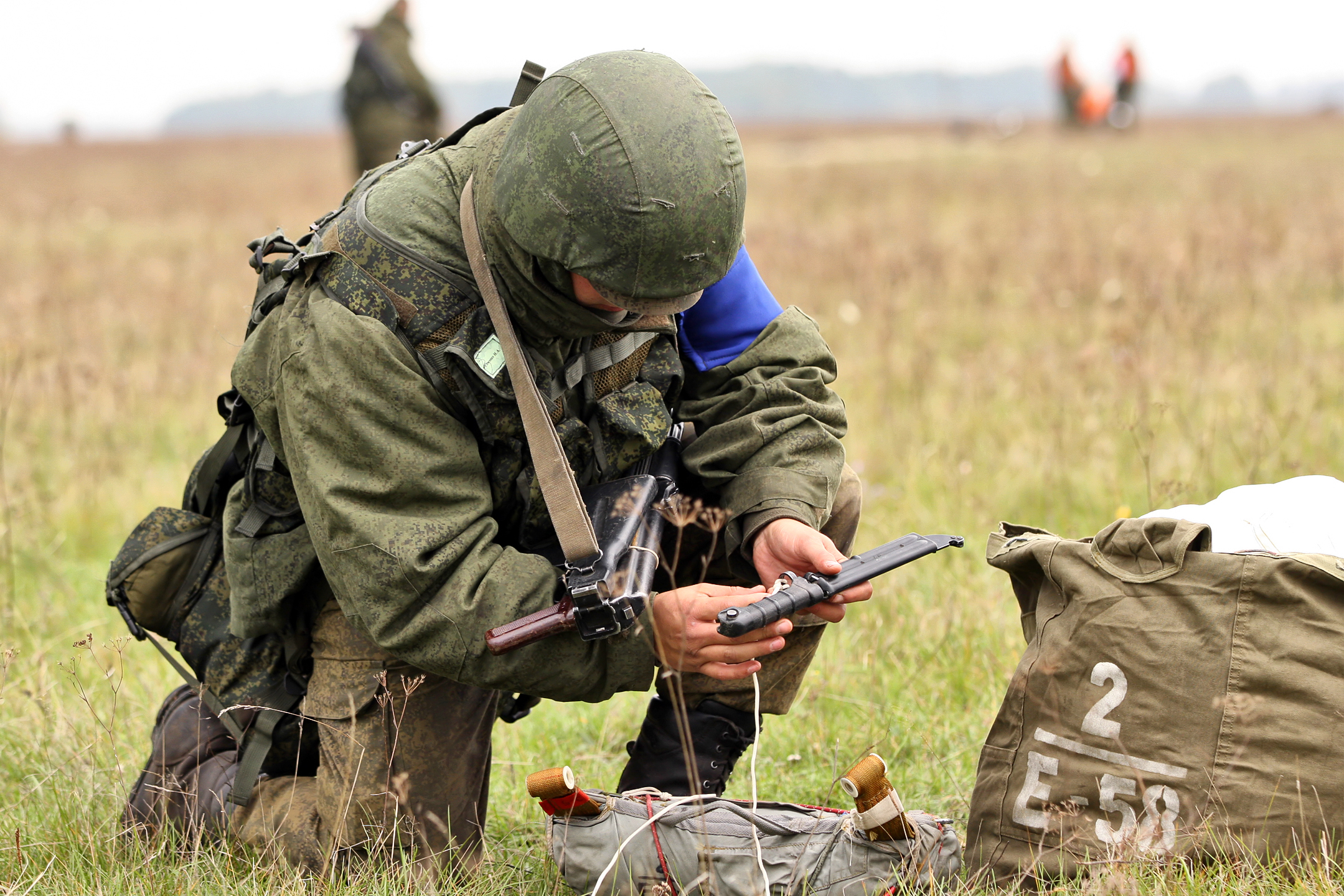
Russischer Fallschirmjäger mit 6Ch5

## Kampfmesser 87
Das Kampfmesser 87 (KM 87) ist eine eigenständige DDR-Entwicklung. Als Grundlage diente das Seitengewehr der MPi AK-47. Es wurde bei der Konstruktion darauf Wert gelegt, verschiedene Elemente von Überlebensmessern zu integrieren. Das KM 87 hat einen hohlen, ergonomisch geformten Griff mit Schraubverschluss, in dem sich eine sogenannte Überlebenskapsel befand. In die Klinge ist auf der einen Seite ein Winkelmesser und auf der anderen ein Maßstab graviert. Verwendet wurde es ab 1988 im Luftsturmregiment 40.

## Verwendung in der Bundeswehr
Im Zuge der Auflösung der NVA übernahm die Bundeswehr große Bestände der AK-Bajonette. Es wurde nach der Wiedervereinigung bei infanteristischen Verbänden unter der Bezeichnung Kampfmesser, schwer eingeführt. Es diente als Kampfmesser, Säge und Drahtschere, jedoch nicht als Bajonett, da inkompatibel. Modifizierte Versionen können auf dem Sturmgewehr G36 aufgepflanzt werden. Das Bajonett musste am Haltering modifiziert werden, um aufgepflanzt werden zu können. Dazu wurde der originale Haltering abgeschnitten und ein anderer mit größerem Durchmesser angeschweißt. Zusätzlich wurde die lederne Gürtelhalterung durch eine neue aus Kunstfasern und Plastik ersetzt, welche mit dem westdeutschen Koppel kompatibel ist. Diese Änderung wurde nicht offiziell, sondern um 1997 in Privatinitiative in begrenzter Stückzahl durchgeführt.
Diese übernommenen AK-Bajonette dienten als Grundlage für das Advanced Combat Knife.

## Versionen diverser Länder
Es sind etliche Versionen der AK-Bajonette bekannt, die in verschiedenen Ländern auch für Kopien von AK-Gewehren hergestellt wurden. Nachfolgend eine Übersicht:

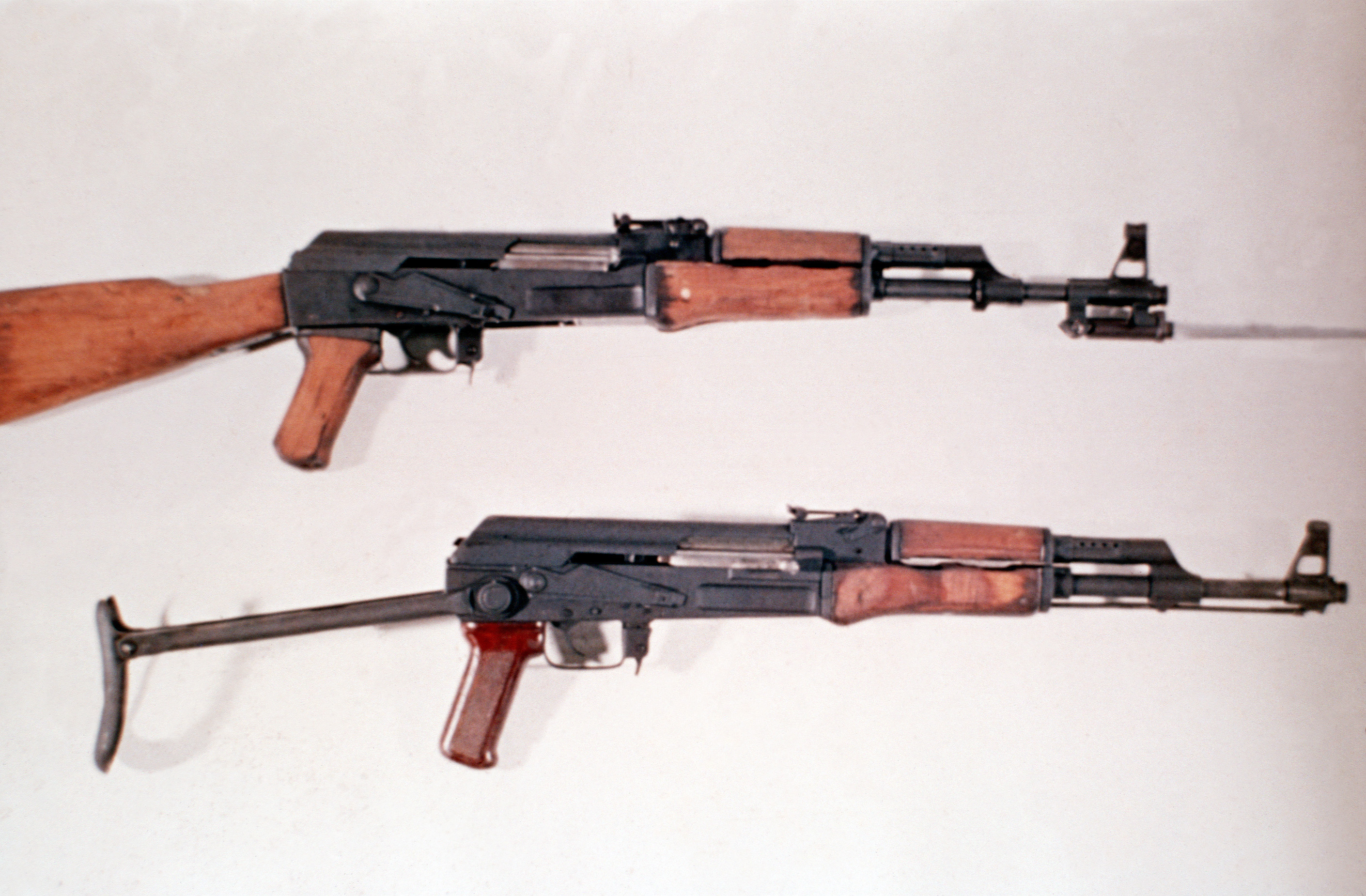
Chinesisches Klappbajonett (ausgeklappt) und Typ 56 (Sturmgewehr)
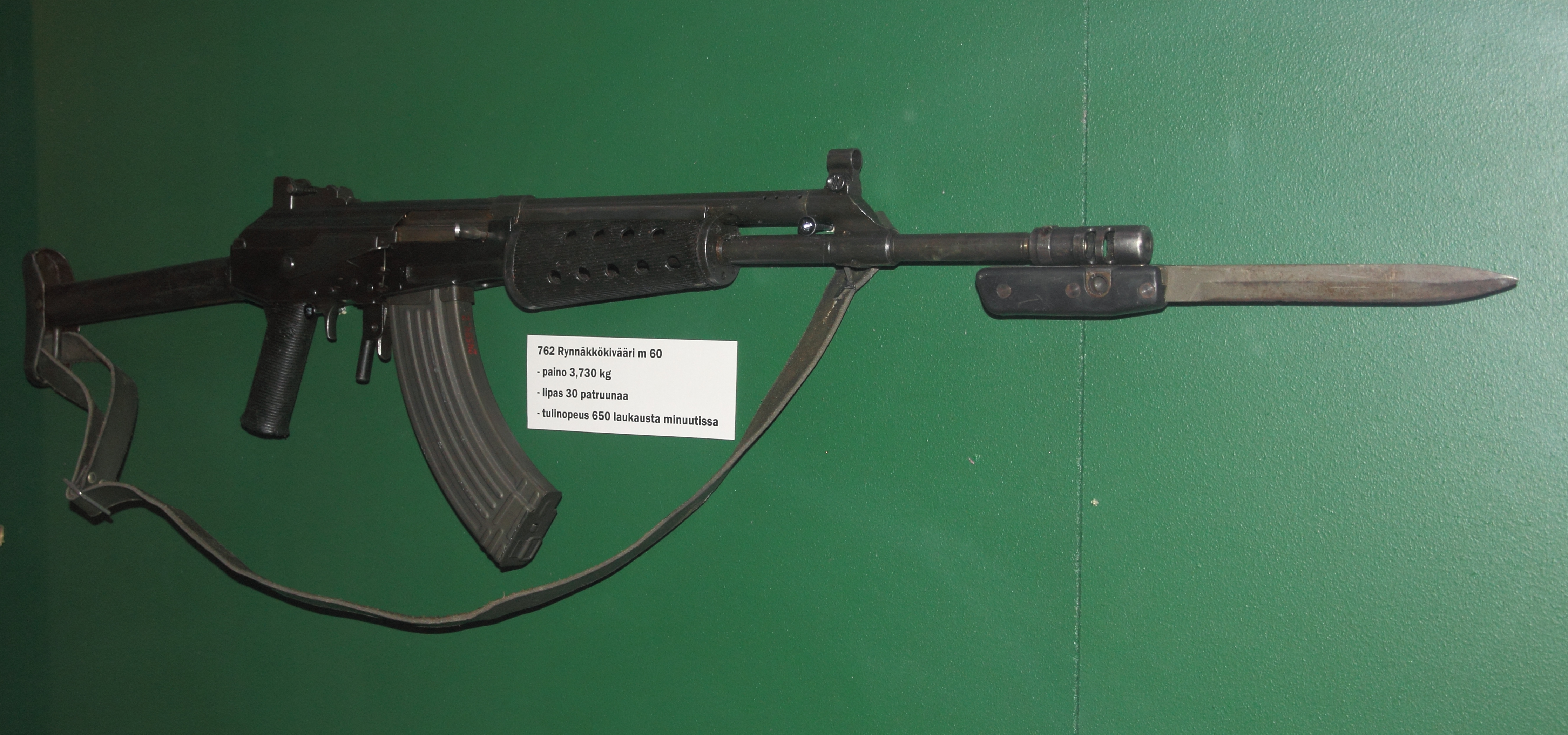
Finnisches M1962-Bajonett und Valmet RK 62

## Übungsbajonett Wzór 85
Für das polnische Militär wurde 1985 das Übungsbajonett Wzór 85 (auch wz. 85) eingeführt. Die Kunststoffklinge kann in den Griff einfedern, hat eine Schutzkappe und kann im Griff arretiert werden. Der Griff basiert auf der der AK-Bajonett-Variante 6Ch4. Die Bajonette wurden in Radom von der Fabryka Broni „Łucznik“ Radom etwa  1985 bis 1988 hergestellt.

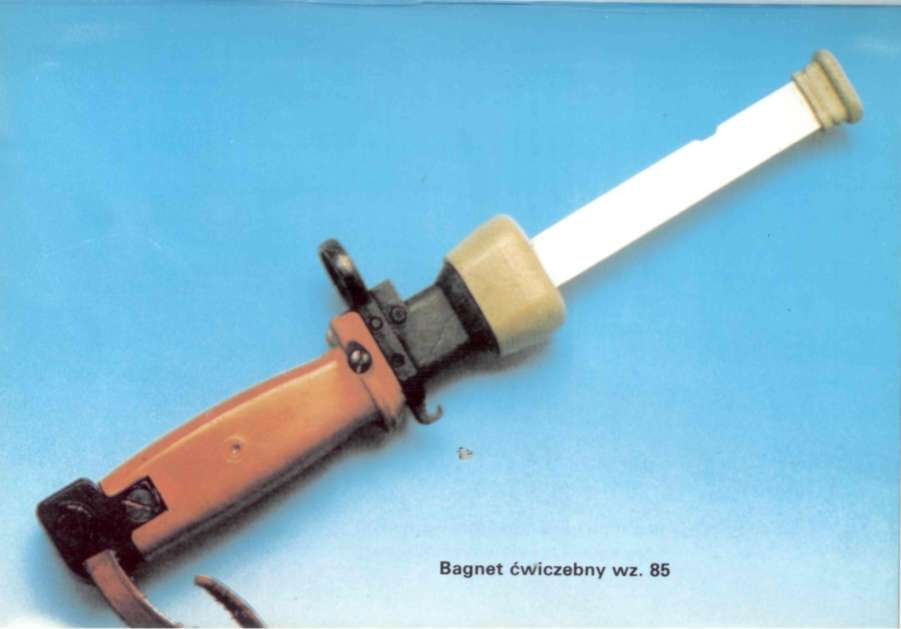
Übungsbajonett Wzór 85

## Rezeption

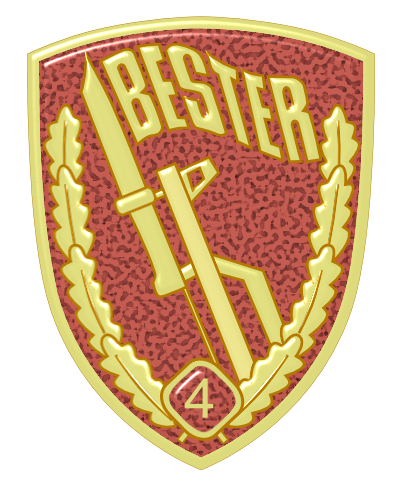
Bestenabzeichen der NVA von 1986 bis 1990

Das militärische Bestenabzeichen der Deutschen Demokratischen Republik (DDR) zeigte von 1986 bis 1990 auf rot bzw. grün lackiertem Grund den Lauf eines Kalaschnikow-Sturmgewehrs mit aufgepflanztem AK-Bajonett.

Flagge von Mosambik mit AK-Bajonett

Das AK-Bajonett ist Bestandteil der Symbolik in der Flagge Mosambiks.